# Zenon Musiał
Zenon Zygmunt Musiał (ur. 29 kwietnia 1928 w Czaplach Małych, zm. 31 stycznia 2011 w Tarnowie) – polski działacz państwowy i społeczny, przewodniczący Prezydium Miejskiej Rady Narodowej (1971–1973), prezydent Tarnowa (1973–1975) i wicewojewoda tarnowski (1975–1985).

## Życiorys
Syn Jana i Marii. W okresie II wojny światowej uczestnik ruchu oporu. Później ukończył studia magisterskie. Opublikował również książkę pt. Polityka regionalna. W 1971 został przewodniczącym Prezydium MRN w Tarnowie, jego stanowisko w grudniu 1973 przekształciło się w urząd prezydenta tego miasta. 1 czerwca 1975 objął funkcję wicewojewody tarnowskiego, zajmował ją do 1985. W latach 70. i 80. kierował wojewódzkim komitetem Związku Bojowników o Wolność i Demokrację, natomiast od 1975 do 1979 był wojewódzkim szefem oddziału Polskiego Komitetu Pomocy Społecznej. W 1989 ubiegał się o mandat senatora z województwa tarnowskiego. W III RP związany m.in. z Tarnowską Spółdzielnią Mieszkaniową oraz tarnowskim oddziałem Narodowego Funduszu Zdrowia.
Miał żonę, był ojcem. 7 lutego 2011 został pochowany na Starym Cmentarzu w Tarnowie.